# Gesetzgebungsauftrag
Ein Gesetzgebungsauftrag ist nach deutschem Verfassungsrecht eine Handlungsgebot des Verfassungsgebers an den Gesetzgeber.
Gesetzgebungsaufträge finden sich sowohl in den Grundrechtsbestimmungen als auch im Staatsorganisationsrecht.
Ein Beispiel für einen Gesetzgebungsauftrag ist die staatlichen Schutzpflicht zugunsten der Menschenwürde gemäß Artikel 1 Absatz 1 Satz 2 Grundgesetz, soweit sie sich zu einer konkreten Handlungsanweisung an den Gesetzgeber konkretisiert. So muss der Gesetzgeber dafür Sorge tragen, dass das Existenzminimum gegebenenfalls durch auf Gesetz beruhende Sozialleistungen gesichert wird.
Ein Beispiel aus dem Staatsorganisationsrecht ist die Bestimmung des Artikel 38 Absatz 3 Grundgesetz. Danach ist ein Bundesgesetz zwingend erforderlich, um das Nähere über die Wahl der Abgeordneten des Deutschen Bundestages zu bestimmen. 
Ein Beispiel für einen (seit 1919 unerfüllten) Gesetzgebungsauftrag ist die Vorschrift des Artikel 138 Absatz 1 der Weimarer Reichsverfassung in Verbindung mit Artikel 140 Grundgesetz. Danach werden die Staatsleistungen an Religionsgesellschaften durch die Landesgesetzgebung abgelöst, wobei die Grundsätze hierfür das Reich (lies: der Bund) aufstellt.